# Lasiodora klugi
Lasiodora klugi är en spindelart som först beskrevs av Carl Ludwig Koch 1841.  Lasiodora klugi ingår i släktet Lasiodora och familjen fågelspindlar. Inga underarter finns listade i Catalogue of Life.